# Frankenstraße 49 (Stralsund)

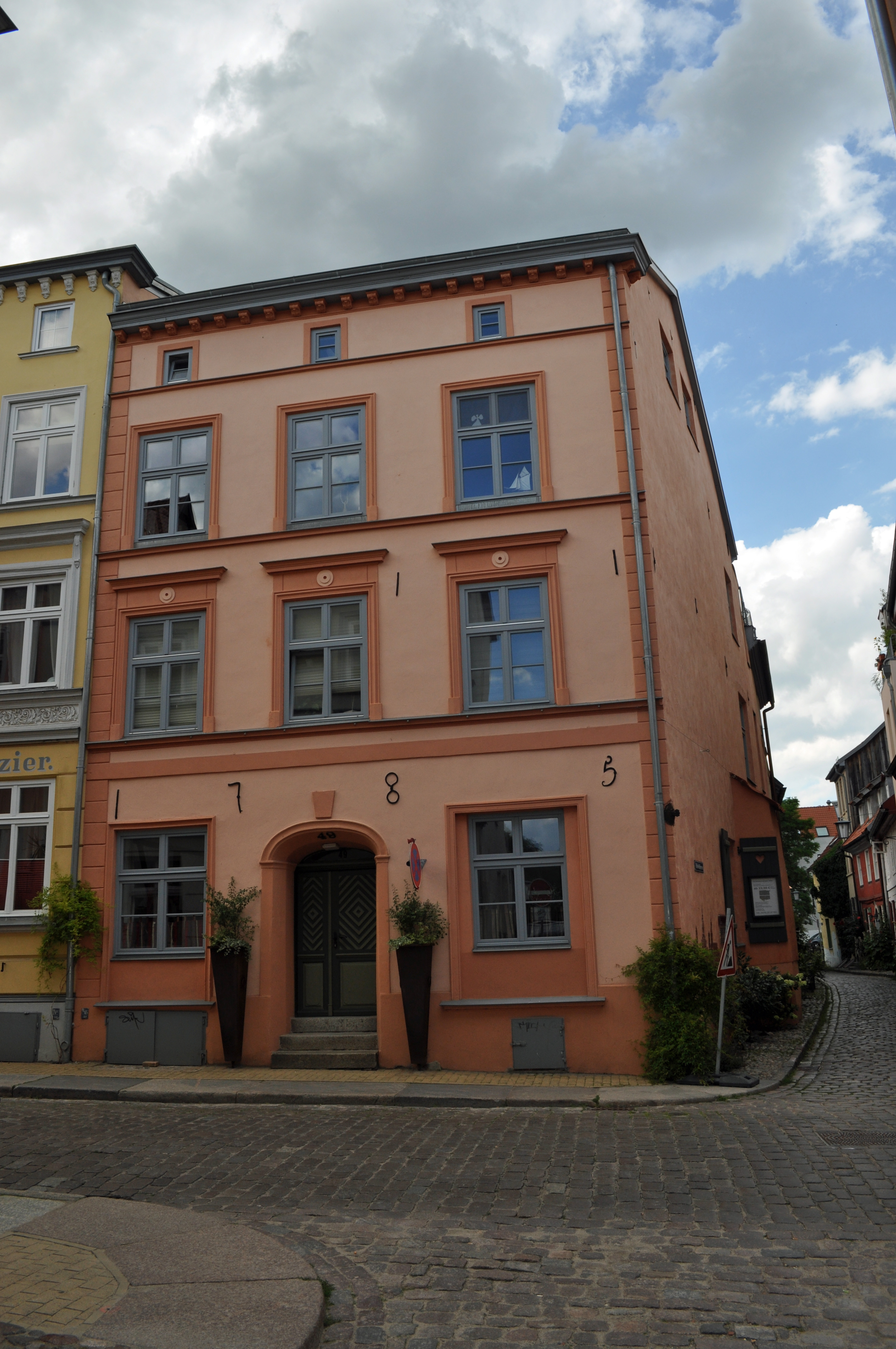
Das Haus Frankenstraße 49 Stralsund (2011)

Das Haus mit der postalischen Adresse Frankenstraße 49 ist ein unter Denkmalschutz stehendes Gebäude in der Frankenstraße in Stralsund, Ecke Badstüberstraße.
Das westlich der hier in die Frankenstraße mündenden Badstüberstraße gelegene Eckhaus wurde im Jahr 1785 als zweigeschossiges Traufenhaus errichtet und in den Jahren 1874 bis 1875 um ein Vollgeschoss und ein Halbgeschoss erhöht. Eine original erhaltene Rokoko-Tür ist in ein korbbogiges Portal eingefügt. Die Fassade trägt die Jahreszahl 1785.
Das Haus liegt im Kerngebiet des von der UNESCO als Weltkulturerbe anerkannten Stadtgebietes des Kulturgutes „Historische Altstädte Stralsund und Wismar“. In die Liste der Baudenkmale in Stralsund aus dem Jahr 1997 ist es mit der Nummer 244 eingetragen.